# Roine (departament)
El Roine (69) (en francès Rhône) és un departament francès situat a la regió d'Alvèrnia-Roine-Alps.

## Geografia
El Roine limita amb els departaments de Ain, Isèra, Loira, Saona i Loira i amb la metròpoli de Lió.
El territori departamental està dividit en 13 cantons i 218 comunes.
El punt més alt és el mont Saint-Rigaud (1 009 m).